# Superliga de Eslovaquia 2016-17
La temporada 2016-17 fue la edición número 24 de la Superliga de Eslovaquia. La temporada comenzó el 6 de julio de 2016 y terminó el 27 de mayo de 2017. El MŠK Žilina se proclamó campeón.
Los doce equipos participantes jugaron entre sí todos contra todos tres veces totalizando 33 partidos cada uno, al término de la jornada 33 el primer clasificado obtuvo un cupo para la segunda ronda de la Liga de Campeones 2017-18, mientras que el segundo y tercer clasificado obtuvieron un cupo para la primera ronda de la Liga Europea 2017-18; por otro lado el último clasificado descendió a la Primera Liga de Eslovaquia 2017-18.
Un tercer cupo para la primera ronda de la Liga Europea 2017-18 es asignado al campeón de la Copa de Eslovaquia.

## Ascensos y descensos
| Pos. | Descendido de Superliga 2015-16 |
| ---- | ------------------------------- |
| 12.º | MFK Skalica                     |

| Pos. | Ascendido de Primera Liga 2015-16 |
| ---- | --------------------------------- |
| 1.º  | Tatran Prešov                     |

## Equipos participantes
| Pos.   | Equipo             | Ciudad        | Estadio                     | Capacidad |
| ------ | ------------------ | ------------- | --------------------------- | --------- |
| 1      | Trenčín            | Trenčín       | Štadión na Sihoti           | 3,500     |
| 2      | Slovan Bratislava  | Bratislava    | Štadión Pasienky            | 11,591    |
| 3      | Spartak Myjava     | Myjaba        | Stadium Myjava              | 2,700     |
| 4      | Spartak Trnava     | Trnava        | Štadión Antona Malatinského | 19,200    |
| 5      | Žilina             | Žilina        | Štadión pod Dubňom          | 11,313    |
| 6      | Ružomberok         | Ružomberok    | Štadión pod Čebraťom        | 4,817     |
| 7      | Dunajská Streda    | Dunajská      | Mestský štadión             | 16,410    |
| 8      | Podbrezová         | Podbrezová    | ZELPO Aréna                 | 4,500     |
| 9      | Zlaté Moravce      | Zlaté Moravce | Štadión FC ViOn             | 4,000     |
| 10     | Senica             | Senica        | OMS ARENA Senica            | 5,070     |
| 11     | Zemplín Michalovce | Michalovce    | Mestský futbalový štadión   | 4,440     |
| 1 (SD) | Tatran Prešov      | Prešov        | Tatran Stadium              | 5,410     |

## Tabla de posiciones
Actualizado el 27 de mayo de 2017.
| Pos. | Equipo              | Pts. | PJ | G  | E  | P  | GF | GC | Dif. | Clasificación o descenso                                      |
| ---- | ------------------- | ---- | -- | -- | -- | -- | -- | -- | ---- | ------------------------------------------------------------- |
| 1    | MŠK Žilina (C)      | 73   | 30 | 23 | 4  | 3  | 82 | 25 | +57  | Clasifica a Liga de Campeones de la UEFA 2017-18              |
| 2    | Slovan Bratislava   | 57   | 30 | 18 | 3  | 9  | 54 | 34 | +20  | Primera fase clasificatoria de Liga Europa de la UEFA 2017-18 |
| 3    | MFK Ružomberok      | 52   | 30 | 15 | 7  | 8  | 55 | 38 | +17  | Primera fase clasificatoria de Liga Europa de la UEFA 2017-18 |
| 4    | AS Trenčín          | 47   | 30 | 14 | 5  | 11 | 53 | 48 | +5   | Primera fase clasificatoria de Liga Europa de la UEFA 2017-18 |
| 5    | FK Podbrezová       | 45   | 30 | 12 | 9  | 9  | 34 | 31 | +3   |                                                               |
| 6    | Spartak Trnava      | 43   | 30 | 12 | 7  | 11 | 34 | 37 | −3   |                                                               |
| 7    | DAC Dunajská Streda | 42   | 30 | 10 | 12 | 8  | 37 | 34 | +3   |                                                               |
| 8    | Zemplín Michalovce  | 29   | 30 | 8  | 5  | 17 | 35 | 55 | −20  |                                                               |
| 9    | FK Senica           | 28   | 30 | 7  | 7  | 16 | 25 | 35 | −10  |                                                               |
| 10   | ViOn Zlaté Moravce  | 22   | 30 | 5  | 7  | 18 | 29 | 55 | −26  |                                                               |
| 11   | Tatran Prešov       | 19   | 30 | 3  | 10 | 17 | 17 | 63 | −46  |                                                               |
| 12   | Spartak Myjava (D)  | 0    | 0  | 0  | 0  | 0  | 0  | 0  | 0    | Excluido y descendido a la 4. liga 2017–18                    |

 Fuente: Fortuna Liga (en eslovaco), Soccerway, Futbalnet (en eslovaco)
Criterios de clasificación: 1) Puntos; 2) puntos entre sí; 3) diferencia de goles; 4) Goles marcados.
- «El Spartak Myjava fue excluido de la competición el 21 de diciembre de 2016, sus resultados fueron eliminados y fue relegado a la 4. liga regional.

## Goleadores
Actualizado el 27 de mayo de 2017.
| Pos. | Jugador              | Club                | Goles |
| ---- | -------------------- | ------------------- | ----- |
| 1    | Filip Hlohovský      | MŠK Žilina          | 20    |
| 1    | Seydouba Soumah      | Slovan Bratislava   | 20    |
| 3    | Rangelo Janga        | AS Trenčín          | 14    |
| 3    | Michal Škvarka       | MŠK Žilina          | 14    |
| 3    | Jakub Mareš          | MFK Ružomberok      | 14    |
| 6    | Tamás Priskin        | Slovan Bratislava   | 10    |
| 6    | Pavol Šafranko       | Prešov (4)/DAC (6)  | 10    |
| 8    | Nikolas Špalek       | MŠK Žilina          | 9     |
| 9    | Yusuf Otubanjo       | MŠK Žilina          | 8     |
| 9    | Erik Pačinda         | DAC Dunajská Streda | 8     |
| 11   | Ľuboš Kolár          | Spartak Myjava      | 7     |
| 11   | Endy Opoku Bernadina | Podbrezová          | 7     |
| 11   | Igor Žofčák          | Michalovce          | 7     |